# Trichloris
Trichloris es un género de pastos gramíneos originarios de Estados Unidos a Guatemala y Perú y Bolivia a Argentina.

## Descripción
Son plantas perennes cespitosas. Tallos sólidos, glabros. Vainas redondeadas; lígula una membrana ciliolada; láminas lineares, aplanadas o plegadas. Inflorescencia de 1 o varios verticilos de espigas unilaterales, las espiguillas subsésiles en 2 hileras sobre los lados inferiores del raquis. Espiguillas comprimidas dorsalmente, con 1 o 2 flósculos inferiores bisexuales y 1-3 flósculos superiores estériles y rudimentarios; desarticulación arriba de las glumas, todos los flósculos caedizos como una unidad; glumas más cortas que la espiguilla, membranáceas, la inferior linear, acuminada, la superior lanceolado-ovada, aristada; lema inferior linear-lanceolada, 3-nervia, las 3 nervaduras prolongadas en 3 aristas; pálea 2-carinada, aguda; flósculos estériles con las lemas progresivamente reducidas, 1- o 3-aristadas; lodículas 2, adnatas a la pálea; estambres 2 o 3; estilos 2. Fruto una cariopsis sulcada; embrión 1/2 a tan largo como la cariopsis; hilo punteado.

## Taxonomía
El género fue descrito por E.Fourn. ex Benth.  y publicado en Journal of the Linnean Society, Botany 19: 102. 1881.
Etimología
Trichloris: nombre genérico que deriva de las palabras griegas: tri = "tres" y chloros = (verde), en referencia a las hojas; alternativamente, llamado así por Cloris, diosa mitológica de las flores.

## Especies
- Trichloris crinita (Lag.) Parodi
- Trichloris pluriflora E.Fourn.